# Discographie de Pharrell Williams
Cet article présente la discographie du rappeur, producteur américain Pharrell Williams.

## Albums

### Albums studio
| Titre      | Détails | Meilleure position | Meilleure position | Meilleure position | Meilleure position | Meilleure position | Meilleure position | Meilleure position | Meilleure position | Meilleure position | Meilleure position | Meilleure position | Certifications                                                         |
| Titre      | Détails | US                 | US R&B ,           | US Rap             | FRA                | AUS                | CAN                | ALL                | P.-B.              | NZ                 | SUI                | R.-U.              | Certifications                                                         |
| ---------- | --- | ------------------ | ------------------ | ------------------ | ------------------ | ------------------ | ------------------ | ------------------ | ------------------ | ------------------ | ------------------ | ------------------ | ---------------------------------------------------------------------- |
| In My Mind | - Date : 25 juillet 2006 - Labels : Star Trak, Interscope - Formats : CD, disque microsillon, cassette audio, téléchargement | 3                  | 2                  | 1                  | 29                 | 15                 | 8                  | 14                 | 3                  | 13                 | 5                  | 7                  | - BPI : Argent                                                         |
| Girl       | - Date : 3 mars 2014 - Labels : Black Lot Music, Columbia - Formats : CD, téléchargement                                     | 2                  | 1                  | -                  | 1                  | 2                  | 2                  | 2                  | 2                  | 2                  | 1                  | 1                  | - RIAA: Or - ARIA: Platine - BPI: Platine - IFPI SWI: Or - MC: Platine |

### Cassettes audio
- 2006 : In My Mind: The Prequel
- 2013 : Symbiotic Part One feat. Timbaland, Tekstup and Givichy Universal

### Albums collaboratifs
- 2014 : Pink Slime (avec Mac Miller)

### Musiques de film
- 2010 : Moi, moche et méchant (Despicable Me) (composé avec Heitor Pereira)
- 2013 : Moi, moche et méchant 2 (Despicable Me 2) (composé avec Heitor Pereira)
- 2017 : Moi, moche et méchant 3 (Despicable Me 3) (composé avec Heitor Pereira)[15]

## Singles

### En tant qu'artiste principal
| Titre                                                | Date                                           | Meilleure position                             | Meilleure position                             | Meilleure position                             | Meilleure position                             | Meilleure position                             | Meilleure position                             | Meilleure position                             | Meilleure position                             | Meilleure position                             | Meilleure position                             | Certification | Album                                          |                                                |
| Titre                                                | Date                                           | US                                             | US R&B                                         | US Rap                                         | FRA                                            | AUS                                            | GER                                            | NL                                             | NZ                                             | SWI                                            | UK                                             | Certification | Album                                          |                                                |
| ---------------------------------------------------- | ---------------------------------------------- | ---------------------------------------------- | ---------------------------------------------- | ---------------------------------------------- | ---------------------------------------------- | ---------------------------------------------- | ---------------------------------------------- | ---------------------------------------------- | ---------------------------------------------- | ---------------------------------------------- | ---------------------------------------------- | --- | ---------------------------------------------- | ---------------------------------------------- |
| "Frontin’" (featuring Jay-Z)                         | 2003                                           | 5                                              | 1                                              | —                                              | —                                              | 28                                             | 61                                             | 24                                             | —                                              | 23                                             | 6                                              | | The Neptunes Present... Clones                 |                                                |
| "Can I Have It Like That" (featuring Gwen Stefani)   | 2005                                           | 49                                             | 32                                             | 20                                             | 78                                             | 22                                             | 37                                             | 25                                             | 18                                             | 28                                             | 3                                              | | In My Mind                                     |                                                |
| "Angel"                                              | 2006                                           | —                                              | —                                              | —                                              | —                                              | 44                                             | 62                                             | 35                                             | —                                              | —                                              | 15                                             | | In My Mind                                     |                                                |
| "Number One" (featuring Kanye West)                  | 2006                                           | 57                                             | 40                                             | —                                              | —                                              | —                                              | —                                              | —                                              | —                                              | —                                              | 31                                             | | In My Mind                                     |                                                |
| "That Girl" (featuring Snoop Dogg et Charlie Wilson) | 2006                                           | —                                              | 64                                             | —                                              | —                                              | —                                              | —                                              | —                                              | —                                              | —                                              | —                                              | | In My Mind                                     |                                                |
| "Happy"                                              | 2013                                           | 1                                              | 1                                              | 1                                              | 1                                              | 1                                              | 1                                              | 1                                              | 1                                              | 1                                              | 1                                              | - RIAA: 7× Platine - ARIA: 10× Platine - BPI: 4× Platine - BVMI: 3× Platine - IFPI DEN: 2× Platine - IFPI SWI: Platine - MC: 6× Platine - RMNZ: 6× Platine | Girl                                           |                                                |
| "Marilyn Monroe"                                     | 2014                                           | —                                              | 7                                              | —                                              | 27                                             | —                                              | —                                              | —                                              | —                                              | —                                              | 178                                            | - ARIA: Or - IFPI DEN: Or | Girl                                           |                                                |
| "Come Get It Bae"                                    | 2013                                           | 61                                             | 5                                              | —                                              | 108                                            | 61                                             | 12                                             | 84                                             | 30                                             | —                                              | 87                                             | - RIAA : Or | Girl                                           |                                                |
| "Freedom"                                            | 2015                                           | —                                              | —                                              | —                                              | 13                                             | 41                                             | 66                                             | 27                                             | —                                              | 33                                             | 36                                             | - BEA: Or - FIMI: Or | À venir                                        |                                                |
| cols                                                 | "—" montre que la chanson n'a pas été classée. | "—" montre que la chanson n'a pas été classée. | "—" montre que la chanson n'a pas été classée. | "—" montre que la chanson n'a pas été classée. | "—" montre que la chanson n'a pas été classée. | "—" montre que la chanson n'a pas été classée. | "—" montre que la chanson n'a pas été classée. | "—" montre que la chanson n'a pas été classée. | "—" montre que la chanson n'a pas été classée. | "—" montre que la chanson n'a pas été classée. | "—" montre que la chanson n'a pas été classée. | "—" montre que la chanson n'a pas été classée. | "—" montre que la chanson n'a pas été classée. | "—" montre que la chanson n'a pas été classée. |

### Collaborations
| Titre                                                                        | Année | Meilleure position | Meilleure position | Meilleure position | Meilleure position | Meilleure position | Meilleure position | Meilleure position | Meilleure position | Meilleure position | Meilleure position | Certifications                                             | Album                                   |
| Titre                                                                        | Année | US                 | US R&B             | US Rap             | AUS                | FRA                | ALL                | P.-B.              | N.-Z.              | SUI                | UK                 | Certifications                                             | Album                                   |
| ---------------------------------------------------------------------------- | ----- | ------------------ | ------------------ | ------------------ | ------------------ | ------------------ | ------------------ | ------------------ | ------------------ | ------------------ | ------------------ | ---------------------------------------------------------- | --------------------------------------- |
| "Shake Ya Ass" (Mystikal featuring Pharrell)                                 | 2000  | 13                 | 3                  | 7                  | 62                 | —                  | 87                 | 66                 | —                  | —                  | 30                 |                                                            | Let's Get Ready                         |
| "I Just Wanna Love U (Give It 2 Me)" (Jay-Z featuring Pharrell)              | 2000  | 11                 | 1                  | 4                  | —                  | —                  | 75                 | —                  | —                  | 86                 | 17                 |                                                            | The Dynasty: Roc La Familia             |
| "Formal Invite" (Ray J featuring Pharrell)                                   | 2002  | —                  | 54                 | —                  | —                  | —                  | —                  | —                  | —                  | —                  | —                  |                                                            | This Ain't a Game                       |
| "Pass the Courvoisier, Part II" (Busta Rhymes featuring P. Diddy & Pharrell) | 2002  | 11                 | 4                  | 5                  | 43                 | —                  | 27                 | —                  | —                  | 58                 | 16                 |                                                            | Genesis                                 |
| "Boys" (Britney Spears featuring Pharrell)                                   | 2002  | 122                | —                  | —                  | 14                 | 55                 | 19                 | 14                 | 39                 | 20                 | 7                  | - ARIA : Or                                                | Britney                                 |
| "When the Last Time" (Clipse featuring Kelis & Pharrell)                     | 2002  | 19                 | 8                  | 7                  | —                  | —                  | —                  | —                  | —                  | —                  | 41                 |                                                            | Lord Willin’                            |
| "From tha Chuuuch to da Palace" (Snoop Dogg featuring Pharrell)              | 2002  | 77                 | 23                 | 16                 | —                  | —                  | 75                 | 97                 | —                  | —                  | 27                 |                                                            | Paid tha Cost to Be da Bo$$             |
| "Beautiful" (Snoop Dogg featuring Pharrell & Charlie Wilson)                 | 2003  | 6                  | 3                  | 3                  | 4                  | 39                 | 27                 | 13                 | 4                  | 19                 | 23                 | - ARIA : Or - RIANZ : Or                                   | Paid tha Cost to Be da Bo$$             |
| "Excuse Me Miss" (Jay-Z featuring Pharrell)                                  | 2003  | 8                  | 1                  | 2                  | 38                 | —                  | 67                 | —                  | —                  | 76                 | 17                 |                                                            | The Blueprint²: The Gift & The Curse    |
| "Belly Dancer" (Kardinal Offishall featuring Pharrell)                       | 2003  | —                  | 96                 | —                  | —                  | —                  | —                  | —                  | —                  | —                  | —                  |                                                            | Inconnu                                 |
| "Show Me Your Soul" (avec P. Diddy, Lenny Kravitz & Loon)                    | 2003  | —                  | 106                | —                  | —                  | —                  | —                  | —                  | —                  | —                  | 35                 |                                                            | Bande originale de Bad Boys 2           |
| "Light Your Ass on Fire" (Busta Rhymes featuring Pharrell)                   | 2003  | 58                 | 23                 | 12                 | 59                 | —                  | 86                 | —                  | —                  | 40                 | 62                 |                                                            | Clones                                  |
| "Change Clothes" (Jay-Z featuring Pharrell)                                  | 2003  | 10                 | 6                  | 4                  | —                  | —                  | 54                 | —                  | —                  | 44                 | 32                 |                                                            | The Black Album                         |
| "Drop It Like It's Hot" (Snoop Dogg featuring Pharrell)                      | 2004  | 1                  | 1                  | 1                  | 4                  | 21                 | 8                  | 7                  | 1                  | 3                  | 10                 | - ARIA : Or - RIAA : Or - RIANZ : Or                       | R&G (Rhythm & Gangsta): The Masterpiece |
| "Let's Get Blown" (Snoop Dogg featuring Pharrell)                            | 2004  | 54                 | 19                 | 12                 | —                  | —                  | —                  | 35                 | 19                 | 22                 | 13                 |                                                            | R&G (Rhythm & Gangsta): The Masterpiece |
| "Wanna Love You Girl" (Robin Thicke featuring Pharrell)                      | 2006  | —                  | 65                 | —                  | —                  | —                  | —                  | —                  | —                  | —                  | —                  |                                                            | The Evolution of Robin Thicke           |
| "Margarita" (Sleepy Brown featuring Big Boi & Pharrell)                      | 2006  | 108                | —                  | —                  | —                  | —                  | —                  | —                  | —                  | —                  | —                  |                                                            | Mr. Brown                               |
| "Mr. Me Too" (Clipse featuring Pharrell)                                     | 2006  | —                  | 65                 | —                  | —                  | —                  | —                  | —                  | —                  | —                  | —                  |                                                            | Hell Hath No Fury                       |
| "Money Maker" (Ludacris featuring Pharrell)                                  | 2006  | 1                  | 1                  | 1                  | —                  | —                  | 86                 | —                  | —                  | —                  | —                  | - RIAA : Or                                                | Release Therapy                         |
| "Sex 'n' Money" (Paul Oakenfold featuring Pharrell)                          | 2006  | —                  | —                  | —                  | —                  | —                  | —                  | —                  | —                  | —                  | —                  |                                                            | A Lively Mind                           |
| "Give It Up" (Twista featuring Pharrell)                                     | 2007  | —                  | 95                 | —                  | —                  | —                  | —                  | —                  | —                  | —                  | —                  |                                                            | Adrenaline Rush 2007                    |
| "Blue Magic" (Jay-Z featuring Pharrell)                                      | 2007  | 55                 | 31                 | 17                 | —                  | —                  | —                  | —                  | —                  | —                  | —                  |                                                            | American Gangster                       |
| "I Know" (Jay-Z featuring Pharrell)                                          | 2008  | 118                | 26                 | 11                 | —                  | —                  | —                  | —                  | —                  | —                  | —                  |                                                            | American Gangster                       |
| "Zock On!" (Teriyaki Boyz featuring Busta Rhymes & Pharrell)                 | 2008  | —                  | —                  | —                  | —                  | —                  | —                  | —                  | —                  | —                  | —                  |                                                            | Serious Japanese                        |
| "Universal Mind Control" (Common featuring Pharrell)                         | 2008  | 62                 | 60                 | 13                 | —                  | —                  | —                  | —                  | —                  | —                  | —                  |                                                            | Universal Mind Control                  |
| "Announcement" (Common featuring Pharrell)                                   | 2008  | —                  | 94                 | —                  | —                  | —                  | —                  | —                  | —                  | —                  | —                  |                                                            | Universal Mind Control                  |
| "Work That!" (Teriyaki Boyz featuring Pharrell & Chris Brown)                | 2009  | —                  | —                  | —                  | —                  | —                  | —                  | —                  | —                  | —                  | —                  |                                                            | Serious Japanese                        |
| "Blanco" (Pitbull featuring Pharrell)                                        | 2009  | —                  | —                  | —                  | —                  | —                  | —                  | —                  | —                  | —                  | —                  |                                                            | Bande originale de Fast and Furious 4   |
| "I'm Good" (Clipse featuring Pharrell)                                       | 2009  | —                  | 27                 | 14                 | —                  | —                  | —                  | —                  | —                  | —                  | —                  |                                                            | Til the Casket Drops                    |
| "Popular Demand (Popeyes)" (Clipse featuring Cam'ron & Pharrell)             | 2009  | —                  | 90                 | —                  | —                  | —                  | —                  | —                  | —                  | —                  | —                  |                                                            | Til the Casket Drops                    |
| "ADD SUV" (Uffie featuring Pharrell)                                         | 2010  | —                  | —                  | —                  | —                  | —                  | —                  | —                  | —                  | —                  | —                  |                                                            | Sex Dreams and Denim Jeans              |
| "One" (Swedish House Mafia featuring Pharrell)                               | 2010  | —                  | —                  | —                  | 25                 | 16                 | 41                 | 1                  | —                  | 13                 | 7                  | - ARIA : Or - BEL : Platine - DAN : Or - SUÈ : 2 × Platine | Until One                               |
| "Here Ye, Hear Ye" (T.I. featuring Pharrell)                                 | 2011  | —                  | 119                | —                  | —                  | —                  | —                  | —                  | —                  | —                  | —                  |                                                            | Inconnu                                 |
| "Celebrate" (Mika featuring Pharrell)                                        | 2012  | —                  | —                  | —                  | —                  | 33                 | —                  | 35                 | —                  | —                  | —                  | - ITA : Or                                                 | The Origin of Love                      |
| "Blurred Lines" (Robin Thicke featuring T.I. & Pharrell)                     | 2013  | 70                 | 21                 | —                  | 1                  | 1                  | 27                 | 1                  | 1                  | 5                  | —                  | - ARIA : Platine - RIANZ : Platine                         | Blurred Lines                           |
| "Get Lucky" (Daft Punk featuring Pharrell)                                   | 2013  | 2                  | —                  | —                  | 1                  | 1                  | 6                  | 2                  | 2                  | 1                  | 1                  |                                                            | Random Access Memories                  |
| "Lose Yourself to Dance" (Daft Punk featuring Pharrell)                      | 2013  | —                  | —                  | —                  | —                  | 31                 | —                  | —                  | —                  | 59                 | 86                 |                                                            | Random Access Memories                  |
| "—" montre que la chanson n'a pas été classée.                               |       |                    |                    |                    |                    |                    |                    |                    |                    |                    |                    |                                                            |                                         |

## Apparitions
| Titre                        | Date | Autre(s) artiste(s)                         | Album                                    |
| ---------------------------- | ---- | ------------------------------------------- | ---------------------------------------- |
| "What's Yo Name"             | 2001 | T.I.                                        | I'm Serious                              |
| "Mr. Baller"                 | 2002 | Royce da 5'9", Clipse, Tré Little           | Rock City                                |
| "Crew Deep" (The V.A. Remix) | 2002 | Skillz, Clipse, Missy "Misdemeanor" Elliott | Crew Deep single                         |
| Where's Yours At?            | 2003 | Rohff                                       | B.O Taxi 3                               |
| "The Art of Noise"           | 2004 | Cee Lo Green                                | Cee-Lo Green... Is the Soul Machine      |
| "Let's Stay Together"        | 2004 | Cee Lo Green                                | Cee-Lo Green... Is the Soul Machine      |
| "Hot Sauce to Go"            | 2004 | Jadakiss                                    | Kiss of Death                            |
| "Play It Off"                | 2004 | Nelly                                       | Suit                                     |
| "Goin' Out"                  | 2005 | Faith Evans, Pusha T                        | The First Lady                           |
| "Already Platinum"           | 2005 | Slim Thug                                   | Already Platinum                         |
| "Goodlife"                   | 2006 | T.I., Common                                | King                                     |
| "Gettin' Some Head"          | 2006 | Lil Wayne                                   | Dedication 2                             |
| "Gettin' Some" (Remix)       | 2006 | Shawnna, Ludacris, Lil Wayne, Too Short     | Block Music                              |
| "Vente Mami"                 | 2006 | N.O.R.E., Zion                              | N.O.R.E. Y La Familia... Ya Tu Sabe      |
| "Anything"                   | 2006 | Jay-Z, Usher                                | Kingdom Come                             |
| "Cheers"                     | 2007 | DJ Drama, Clipse                            | Gangsta Grillz: The Album                |
| "Let It Go (Lil Mama)"       | 2008 | Nelly                                       | Brass Knuckles                           |
| "Ay Man"                     | 2009 | Lil Wayne                                   | Inconnu                                  |
| "Stress Ya"                  | 2009 | Jadakiss                                    | The Last Kiss                            |
| "Kill Dem"                   | 2009 | Busta Rhymes, Tosh                          | Back on My B.S.                          |
| "So Ambitious"               | 2009 | Jay-Z                                       | The Blueprint 3                          |
| "Let It Loose"               | 2009 | Wale                                        | Attention Deficit                        |
| "Special"                    | 2009 | Snoop Dogg, Brandy                          | Malice n Wonderland                      |
| "Despicable Me"              | 2010 | Inconnu                                     | Bande originale de Moi, moche et méchant |
| "Fun, Fun, Fun"              | 2010 | Inconnu                                     | Bande originale de Moi, moche et méchant |
| "Minion Mambo"               | 2010 | The Minions, Lupe Fiasco                    | Bande originale de Moi, moche et méchant |
| "Prettiest Girls"            | 2010 | Inconnu                                     | Bande originale de Moi, moche et méchant |
| "Rocket's Theme"             | 2010 | Inconnu                                     | Bande originale de Moi, moche et méchant |
| "Amazing"                    | 2010 | T.I.                                        | No Mercy                                 |
| "In My '64"                  | 2011 | Game, Snoop Dogg                            | Purp & Patron                            |
| "Dedicated"                  | 2011 | Game                                        | Purp & Patron                            |
| "If You Want To"             | 2011 | Travis Barker, Lupe Fiasco                  | Give the Drummer Some                    |
| "This Shit Real Nigga"       | 2011 | The-Dream                                   | 1977                                     |
| "Raid"                       | 2011 | Pusha T, 50 Cent                            | Fear of God II: Let Us Pray              |
| "MMG the World is Ours"      | 2012 | Rick Ross, Meek Mill, Stalley               | Rich Forever                             |
| "Lil' Homie"                 | 2012 | Tyga                                        | Careless World: Rise of the Last King    |
| "When My Niggas Come Home"   | 2012 | Game, Snoop Dogg                            | California Republic                      |
| "It Must Be Tough"           | 2012 | Game, Mysonne                               | California Republic                      |
| "They Don't Want None"       | 2012 | Game, Shyne                                 | California Republic                      |
| "Roll My Shit"               | 2012 | Game, Snoop Dogg                            | California Republic                      |
| "Chasin' Paper"              | 2012 | Currensy                                    | The Stoned Immaculate                    |
| "Twisted"                    | 2012 | Usher                                       | Looking 4 Myself                         |
| "Lift Off"                   | 2012 | Conor Maynard                               | Contrast                                 |
| "As Far As They Know"        | 2012 | Buddy                                       | Idle Time                                |
| "Errybody"                   | 2012 | Masia One, Game, Isis                       | Inconnu                                  |
| "Presidential" (Remix)       | 2012 | Rick Ross, Rockie Fresh                     | The Black Bar Mitzvah                    |
| "Rise Above"                 | 2012 | Wiz Khalifa, Tuki Carter, Amber Rose        | O.N.I.F.C.                               |
| "Pretty Flacko" (Remix)      | 2012 | ASAP Rocky, Gucci Mane, Waka Flocka Flame   | Long. Live. ASAP                         |
| "IFHY"                       | 2013 | Tyler, The Creator                          | Wolf                                     |
| "The Problem (Lawwwddd)"     | 2013 | N.O.R.E.                                    | Student of the Game                      |